# Negativschrift

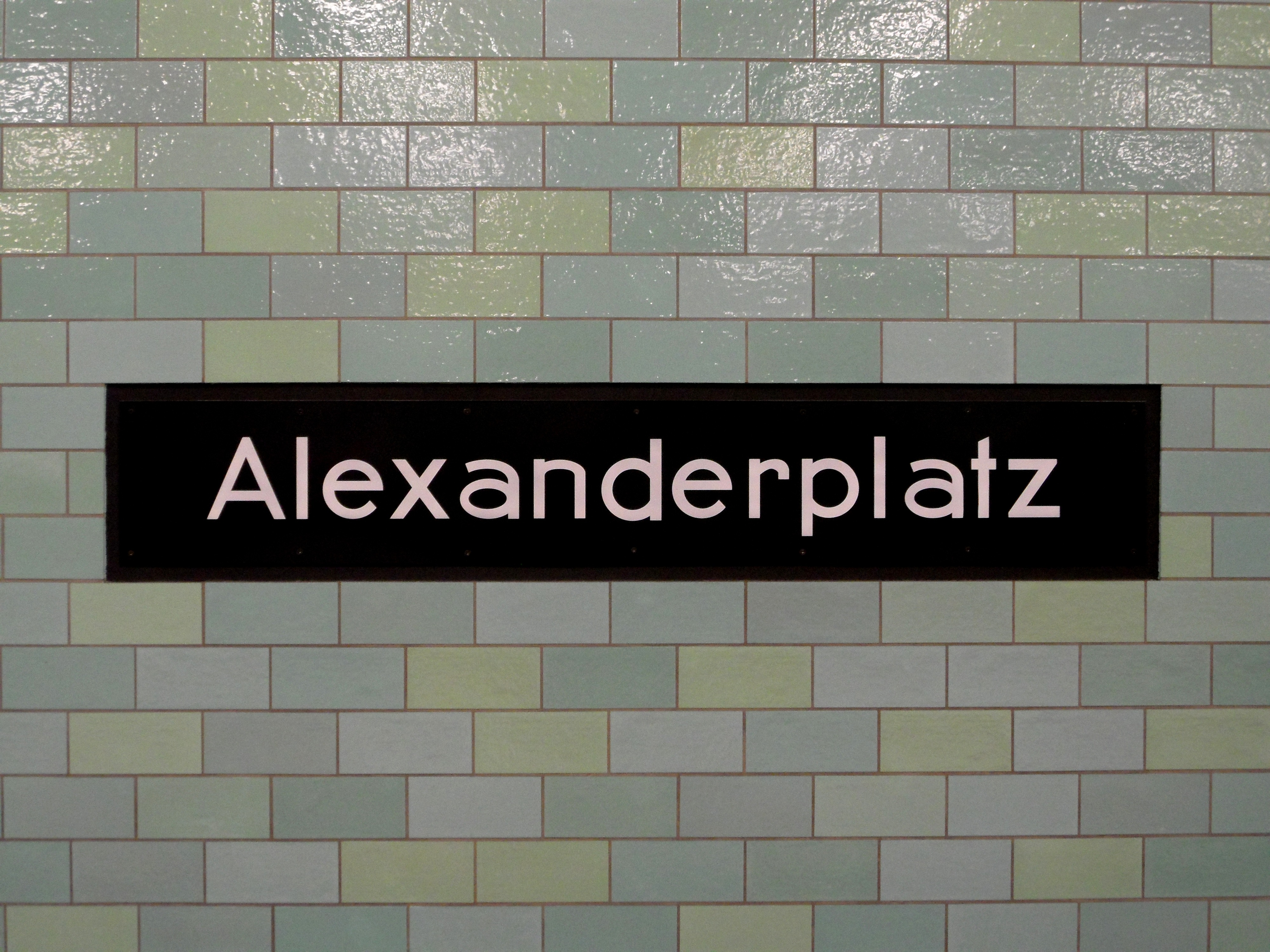
Stationsschild am Berliner U-Bahnhof Alexanderplatz in Negativschrift

Unter Negativschrift versteht man eine Schriftart mit hellen Buchstaben auf einem dunklen Hintergrund. Das Gegenteil, das heißt dunkle Buchstaben auf hellem Hintergrund, wird abgrenzend hierzu als Positivschrift bezeichnet.

## Problematik beim Mehrfarbendruck
Während sich am Bildschirm auch kleine Negativschriften problemlos abbilden lassen, stellen solchen Textstellen bei Druckprodukten hin und wieder ein Problem dar.
Besteht der Hintergrund aus einem durch mehrere Prozessfarben aufgebauten Farbton, können schon kleine Abweichungen im Farbregister der Druckmaschine zu einer erschwerten Lesbarkeit des Textes führen. Blitzer und Überlappungen der Farbauszüge sorgen für ein verwaschenes Schriftbild, die Schrift läuft zu.
Abhilfe kann eine „fette“ Textformatierung der Buchstaben sein. Des Weiteren sind große, serifenlose Schriftarten weniger anfällig als kleine Schriftarten mit filigranen Serifen. Bei hellen Schriftarten (nicht Papierweiß) kann das Ergebnis durch vorangegangenes Trapping in der Druckvorstufe verbessert werden.